# Egipt (mitologie)
Egipt este un personaj din mitologia greacă, frate a lui Danaus și tată a 50 de fii.
Egipt a cucerit un regat propriu, dându-i numele său. Danaus conducea Libia, care i-a fost oferită de către tatăl Belus. Dar aceasta este cucerită de Egipt, care îl constrânge pe fratele său geamăn să fugă cu cele 50 de fiice ale sale și să găsească refugiu în Argolide. Danaidele se răzbună însă în noaptea nunții pe verii lor, ucigându-i pe toți, cu excepția Hypermnestrei, care-și cruță soțul, pe Lynceus. Egipt moare și el, îndurerat de moartea fiilor săi.